# Brigitte A. Rollett
Brigitte A. Rollett (* 9. Oktober 1934 in Graz; † 5. Februar 2024 in Wien) war eine österreichische Psychologin und Ordinaria der Universität Wien.

## Leben
Rollett studierte Psychologie, Pädagogik und Philosophie an der Universität Graz, 1957 promovierte sie zum Dr. phil.; am Psychologischen und Pädagogischen Institut der Universität Graz war sie als Studienassistentin beziehungsweise Assistentin am Lehrstuhl von Ferdinand Weinhandl tätig. Nach Abschluss einer Psychotherapieausbildung und ihrer Habilitation für das Gesamtfach Psychologie 1964, ebenfalls in Graz, hatte sie Professuren für Pädagogische Psychologie an der Pädagogischen Hochschule Osnabrück, der Gesamthochschule Kassel und der Ruhr-Universität Bochum inne. 1979 wurde Brigitte Rollett als Nachfolgerin von Sylvia Bayr-Klimpfinger zur Leiterin der Abteilung für Entwicklungspsychologie und Pädagogische Psychologie des Instituts für Psychologie der Universität Wien berufen; zudem wurde sie Leiterin des der Abteilung angeschlossenen „Zentrums für kinder-, jugend- und familienpsychologische Intervention“ und eines Universitätskindergartens. Ihre Emeritierung erfolgte mit Ende des Studienjahres 2002/03.
Brigitte Rollett war Gastprofessorin an der Universität Fribourg/Schweiz, sie nahm Lehraufträge an der Universität Klagenfurt sowie an der Sigmund Freud PrivatUniversität Wien wahr. 1984 veranstaltete Brigitte Rollett in Wien den 34. Kongress der Deutschen Gesellschaft für Psychologie. 1993 war sie Gründungspräsidentin der Österreichischen Gesellschaft für Psychologie (ÖGP) und der Federation of Austrian Associations of Psychologists in der International Union of Psychological Science. Rollett war auch Mitglied im Beirat von BRAIN (= BeRAtung und INformation über besondere Begabung), einer begabungsdiagnostischen Beratungsstelle unter der Leitung von Detlef H. Rost an der Philipps-Universität Marburg.
Rollett war auch Präsidentin der 1977 gegründeten Gesellschaft gegen Sekten- und Kultgefahren (GSK) und wirkte aufklärerisch über die von Sekten möglicherweise ausgehenden Gefährdungen. Der Geschäftsführer der 1998 gegründeten Bundesstelle für Sektenfragen (Wien), German Müller, war Student bei ihr, wie auch der Geschäftsführer der GSK, Martin Felinger. Sie wurde am Grinzinger Friedhof bestattet.

## Werk
Die Forschungsschwerpunkte von Brigitte Rollett beziehen sich auf die psychologische Diagnostik, auf die Themen Motivation und Lernen, die Lerntherapie sowie die Entwicklung lerntherapeutischer Methoden in der Erziehungsberatung und auf die Familienentwicklung. Bei dem von ihr in Kooperation mit Mathias Bartram entwickelten Anstrengungsvermeidungstest wird als eigenständiges Motiv die Anstrengungsvermeidung postuliert, das aber auch als Variante des Motivs der Misserfolgsfurcht angesehen werden kann.
Bekannt wurde sie auch durch ihr weit verbreitetes Werk über Autismus. In diesem Kontext sprach sie sich auch gegen die Methode der Gestützten Kommunikation aus.

## Ehrungen
- 1964: Kardinal-Innitzer-Preis
- 1994: Großes Silbernes Ehrenzeichen für Verdienste um die Republik Österreich
- 2020: Ehrenmitglied der Österreichischen Gesellschaft für Psychologie

## Ausgewählte Schriften
- Brigitte Rollett & Ursula Kastner-Koller (2007). Praxisbuch Autismus für Eltern, Erzieher, Lehrer und Therapeuten. München: Elsevier.
- Brigitte Rollett (Hrsg.). (2004). Aktuelle Studien zur religiösen Entwicklung. Lengerich: Pabst.
- Brigitte Rollett & Harald Werneck (Hrsg.). (2002). Klinische Entwicklungspsychologie der Familie. Göttingen: Hogrefe.
- Brigitte A. Rollett & Mathias Bartram (1998). Anstrengungsvermeidungstest - AVT (3., überarb. Aufl.). Göttingen: Hogrefe.
- Brigitte Rollett (1994). Einführung in die Pädagogische Psychologie und ihre entwicklungspsychologischen Grundlagen. WUV.
- Brigitte Rollett (1990). Neue Forschungen zum Problem der Entwicklung der Begabung (überarbeitete Berta-Benz-Vorlesung, gehalten am 22. Januar 1988 an der Universität Mannheim). Ladenburg: Gottlieb-Daimler-und-Karl-Benz-Stiftung.
- Brigitte Rollett & Mathias Bartram (1988). Einführung in die hierarchische Clusteranalyse für Psychologen, Pädagogen und Soziologen. Stuttgart: Klett-Cotta.
- Brigitte Rollett (Hrsg.). (1984). Innovation in der psychologischen Forschung. Abstractband: 34. Kongreß der Deutschen Gesellschaft für Psychologie 1984. Wien: Universität.
- Brigitte Rollett (1970). Praxis und Theorie des Programmierten Unterrichtes. Ausgewählte Referate des 6. Internationalen Symposions der Gesellschaft für Programmierte Instruktion. Stuttgart: Klett.
- Brigitte Rollett (1970). Perspektiven des programmierten Unterrichts. Wien: Österreichischer Bundesverlag für Unterricht, Wissenschaft und Kunst.